# فساد سياسي

مؤشر الفساد لمنظمة الشفافية الدولية.

يعرف الفساد السياسي بمعناه الأوسع بانه إساءة استخدام السلطة العامة (الحكومية) لأهداف غير مشروعة وعادة ما تكون سرية لتحقيق مكاسب شخصية. كل أنواع الأنظمة السياسية معرضة للفساد السياسي التي تتنوع أشكاله إلا أن أكثرها شيوعاً هي المحسوبية والرشوة والابتزاز وممارسة النفوذ والاحتيال ومحاباة الأقارب. ورغم أن الفساد السياسي يسهل النشاطات الإجرامية من قبل تجارة بالمخدرات وغسيل الأموال والدعارة إلا أنه لا يقتصر على هذه النشاطات ولا يدعم أو يحمي بالضرورة الجرائم الأخرى.
تختلف ماهية الفساد السياسي من بلد لآخر ومن سلطة قضائية لأخرى. فإجراءات التمويل السياسي التي تعد قانونية في بلد معين قد تعتبر غير قانونية في بلد آخر. وقد تكون لقوات الشرطة والمدعون العامون في بعض البلدان صلاحيات واسعة في توجيه الاتهامات وهو ما يجعل من الصعب حينها وضع حد فاصل بين ممارسة الصلاحيات والفساد كما هو الحال في قضايا التصنيف العنصري. وقد تتحول الممارسات التي تعد فساداً سياسياً في بعض البلدان الأخرى في البلدان إلى ممارسات مشروعة وقانونية في البلدان التي توجد فيها جماعات مصالح قوية تلبية لرغبة هذه الجماعات الرسمية.

## تأثيرات الفساد السياسي

### التأثيرات على السياسة والإدارة والمؤسسات
يمثل الفساد تحدياً خطيراً في وجه التنمية. فهو على الصعيد السياسي يقوض الديمقراطية والحكومة الجيدة بتعويم أو حتى تغيير مسار العملية الرسمية. أما الفساد في الانتخابات والهيئات التشريعية فيقلل من المساءلة ويشوه التمثيل النيابي في عملية صنع القرار السياسي. أما الفساد القضائي فإنه يعرض سيادة القانون للخطر والفساد في الإدارة العامة ينجم عنه التوزيع غير العادل للخدمات.
أي بمعنى أوسع ينخر الفساد في القدرة المؤسساتية للحكومة لأنه يؤدي إلى إهمال إجراءاتها واستنزاف مصادرها، فبسببه أي الفساد تباع المناصب الرسمية وتشترى. كما يؤدي الفساد إلى تقويض شرعية الحكومية وبالتالي القيم الديمقراطية للمجتمع كالثقة والتسامح.

### التأثيرات الاقتصادية
يؤدي الفساد كذلك إلى تقويض التنمية الاقتصادية لتسببه في حدوث تشوهات وحالات عجز ضخمة. ويؤدي انتشار الفساد في القطاع الخاص إلى زيادة كلفة العمل التجاري من خلال زيادة سعر المدفوعات غير المشروعة نفسها وكذلك لإزدياد النفقات الإدارية الناجمة عن التفاوض مع المسؤولين ومخاطر انتهات الاتفاقيات أو الانكشاف.
ورغم أن البعض يدّعي بان الفساد يقلل من النفقات الإدارية عن طريق تجاوز الروتين الإداري، إلا ان وجود الرشوة يمكن كذلك ان يدفع المسؤولين لاستحداث تعليمات وحالات تأخير جديدة في إنجاز المعاملات. ومع إسهامه في زيادة تضخم النفقات التجارية فإن الفساد يشوه الملعب التجاري إذ يحمي الشركات ذات المعارف في الحكومة من المنافسة ما يعني بالنتيجة استمرار وجود شركات غير كفوءة.
وعلاوة على ذلك يولد الفساد تشوهات اقتصادية في القطاع العام عن طريق تحويل استثمار المال العام إلى مشروعات رأسمالية تكثر فيها الرشى. ويلجأ المسؤولون إلى حيلة زيادة التعقيدات الفنية لمشاريع القطاع العام لإخفاء أو لتمهيد الطريق لهذه التعاملات غير المشروعة، ما يؤدي بالنتيجة إلى زيادة تشويه استثمار المال العام. ويؤدي الفساد كذلك إلى خفض معدلات الالتزام بضوابط البناء والمحافظة على البيئة والضوابط الأخرى وإلى تردي نوعية الخدمات الحكومية وزيادة الضغوط على ميزانية الحكومة.
يقول خبراء الاقتصاد بأن أحد أسباب اختلاف معدلات التنمية الاقتصادية بين أفريقيا وآسيا يعود إلى أن الفساد في أفريقيا قد إتخذ شكل اشتقاق الإيجارات الذي ينجم عنه تحريك رأس المال إلى الخارج بدلاً من استثماره في الداخل (وهو النمط التقليدي والمحبط الذي نشهده في قيام الحكام الدكتاتوريين الأفارقة بإنشاء حسابات مصرفية لهم في بنوك سويسرا). أما الإدارات الفاسدة في آسيا من قبيل إدارة سوهارتو فغالباً ما إتخذت هيئة الحصول على حصة في كل شيء (طلب الرشى)، إلا أنها تمكنت بخلاف ذلك من توفير جميع شروط التنمية عن طريق الاستثمار في مشاريع البنية التحتية ودعم سيادة القانون وما إلى ذلك. ويقدر الباحثون في جامعة ماساشوسيتس ان تهريب رؤوس الأموال من 30 دولة أفريقية للفترة بين 1970 و1996 قد بلغ 187 مليار دولار وهو ما يفوق مديونيات هذه الدول مجتمعة، وهو ما ينجم عنه تخلف أو تنمية منقوصة وهو ما أطره الاقتصادي مانكور اولسون في نظرية وضعها لذلك). وأحد العوامل التي تقف خلف هذا السلوك في حالة أفريقيا كان عدم الاستقرار السياسي وحقيقة أن الحكومات الجديدة عادة ما تصادر أرصدة الحكومات السابقة التي حصلت عليها عن طريق الفساد. وهذا ما شجع المسؤولين على تخزين ثرواتهم خارج البلاد لكيلا تطالها قرارات المصادرة الحكومية في المستقبل.

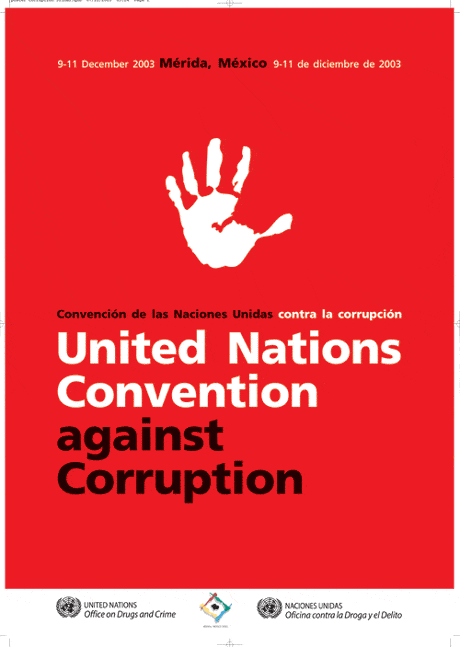
اتفاقية الأمم المتحدة لمكافحة الفساد

### التأثيرات البيئية والاجتماعية
يكون الفساد أكثر وضوحًا في البلدان ذات الدخل الأدنى للفرد، والتي تعتمد على المساعدات الخارجية لتقديم الخدمات الصحية. ينتشر الاعتراض السياسي المحلي للأموال المتبرع بها من الخارج بشكل خاص في دول أفريقيا جنوب الصحراء الكبرى، وورد في تقرير البنك الدولي لعام 2006 أن نحو نصف الأموال المتبرع بها للاستخدامات الصحية لم تُستثمر قط في القطاعات الصحية ولم تُمنح لأولئك الذين يحتاجون الرعاية الطبية.
عوضًا عن ذلك، أُنفق المال المتبرع به على «أدوية مزورة وسحب الأدوية إلى السوق السوداء ودفعات لموظفين وهميين». يوجد كم كاف من الأموال المخصصة للصحة في البلدان النامية، لكن الفساد المحلي يحرم النطاق الواسع من المواطنين هذا المورد الذي يحتاجونه.
يسهل الفساد التدمير البيئي. فرغم وجود تشريعات رسمية لحماية البيئة في المجتمعات الفاسدة، لا يمكن فرضها إذا كان من السهل رشوة المسؤولين. ينطبق الأمر نفسه على حماية العاملين في مجال الحقوق الاجتماعية ومنع الانضمام للنقابات وعمالة الأطفال. يُمكّن انتهاك هذه القوانين والحقوق البلدان الفاسدة من الحصول على ميزة اقتصادية غير مشروعة في السوق الدولية.
لاحظ الاقتصادي الحائز على جائزة نوبل أمارتيا سن أنه «لا يوجد شيء اسمه مشكلة غذائية غير سياسية». فقد يؤدي القحط وغيره من الأحداث التي تحصل بشكل طبيعي إلى ظروف المجاعة، لكن الإجراءات الحكومية أو التقاعس هو الذي يحدد شدتها، ويحدد غالبًا ما إذا كانت المجاعة ستحدث أم لا.
تستطيع الحكومات ذات النزعات القوية نحو الكليبتوقراطية أن تقوض الأمن الغذائي حتى عندما تكون المحاصيل جيدة. غالبًا ما يسرق المسؤولون ممتلكات الدولة. في بهار (الهند)، يسرق المسؤولون الفاسدون أكثر من 80% من المعونة الغذائية المدعومة للفقراء. على نحو مشابه، غالبًا ما تُسرق المعونة الغذائية تحت تهديد السلاح من قبل الحكومات والمجرمين وأمراء الحرب على حد سواء، وتُباع من أجل الربح. في القرن العشرين كثير من الأمثلة على الحكومات التي تقوض الأمن الغذائي لدولها – وأحيانًا بشكل مقصود.

### التأثيرات على المساعدات الإنسانية
يتزايد حجم المساعدات الإنسانية المقدمة إلى المناطق الفقيرة وغير المستقرة في العالم، لكنها تتعرض بشدة للفساد، إذ تُعتبر المعونة الغذائية والبناء وغيرها من المساعدات ذات القيمة العالية الأكثر عرضة للخطر. يمكن تحويل المعونة الغذائية مباشرة وفعليًا عن وجهتها المقصودة، أو بشكل غير مباشر عبر التلاعب بالتقديرات والاستهداف والتسجيل والتوزيع لصالح مجموعات أو أفراد معينين. 
هناك الكثير من فرص التحويل والربح في عمليات البناء والإيواء عبر العمل دون المستوى والرشاوى للحصول على العقود والمحاباة في تأمين مواد الإيواء القيّمة. وفي حين تقلق وكالات المساعدات الإنسانية عادة بشأن تحويل المساعدات من خلال إدراج الكثير منها، فإن المتلقين أنفسهم يكونون أكثر قلقًا إزاء إقصائهم. قد يقتصر الوصول إلى المساعدات على أولئك الذين لديهم صلات أو أولئك الذين يدفعون الرشاوى أو يُجبرون على تقديم خدمات جنسية. وبالمثل، قد يتلاعب بالإحصائيات أولئك القادرون على ذلك لتضخيم عدد المستفيدين وسحب مساعدات إضافية.
سوء التغذية والمرض والجروح والتعذيب ومضايقة مجموعات محددة من السكان وحالات الاختفاء وعمليات الإعدام خارج نطاق القضاء والتشريد القسري للناس كلها أمور توجد في الكثير من النزاعات المسلحة. عدا تأثيراتها المباشرة على الأفراد المعنيين، يجب أيضًا مراعاة عواقب هذه المآسي على الأنظمة المحلية: تدمير المحاصيل والأماكن ذات الأهمية الثقافية، انهيار البنية التحتية الاقتصادية ومرافق الرعاية الصحية مثل المستشفيات وغيرها، إلخ.

### التأثيرات على الصحة
يلعب الفساد دورًا كبيرًا في نظام الرعاية الصحية بدءًا من المستشفى، إلى الحكومة والمؤسسات الأخرى التي تنشر الرعاية الصحية الجيدة وميسورة التكلفة للناس. تعتمد كفاءة تقديم الرعاية الصحية في أي دولة بشكل كبير على أنظمة مسؤولة وشفافة وإدارة مناسبة لكل من الموارد المالية والبشرية وتوفير الخدمات في الوقت المناسب لفئات السكان الضعيفة في الدولة.
على المستوى الأساسي، يرفع الجشع نسبة الفساد بشكل كبير. عندما لا تُعالج هيكلية نظام الرعاية الصحية بشكل مناسب بدءًا من الرقابة على تقديم الرعاية الصحية وتأمين الأدوية وعملية المناقصات، سيُلاحظ دائمًا سوء إدارة الأموال واختلاسها. يمكن للفساد أيضًا أن يقوض تقديم خدمة الرعاية الصحية ما يؤدي بدوره إلى إرباك حياة الفقراء. يؤدي الفساد إلى انتهاك حقوق الإنسان والحريات الأساسية إذ يُحرم الأشخاص الذين من المفترض أن يستفيدوا من الرعاية الصحية الأساسية من الحكومات بسبب إجراءات عديمة الضمير يدفعها الجشع. لذلك، كي تتمكن دولة من الحفاظ على صحة المواطنين، يجب أن تكون هناك أنظمة فعالة وموارد مناسبة قادرة على ترويض الشرور مثل الفساد الذي تقوم عليه.

### التأثيرات على التعليم
يشكل التعليم الأساس والنسيج الذي يتحول فيه المجتمع وتتشكل فيه جوانب مختلفة من الرفاهية. الفساد في التعليم العالي منتشر ويدعو إلى التدخل الفوري. أدت زيادة الفساد في التعليم العالي إلى تزايد القلق العالمي بين الحكومات والطلاب والمعلمين والأطراف المعنية الأخرى. يواجه هؤلاء الذين يقدمون الخدمات في مؤسسات التعليم العالي ضغوطًا تهدد بشدة القيمة المتكاملة لمؤسسة التعليم العالي. للفساد في التعليم العالي تأثير سلبي أكبر، فهو يدمر العلاقة بين الجهد الشخصي وترقب المكافأة. علاوة على ذلك، يتكون لدى الموظفين والطلاب اعتقاد بأن النجاح الشخصي لا يأتي من العمل الجاد والجدارة بل من خلال استقطاب المعلمين واتخاذ طرق مختصرة أخرى. عطل الفساد اللامحدود الترقيات الأكاديمية في مؤسسات التعليم العالي. في الوقت الحاضر، إن الترقية مبنية على الصلات الشخصية أكثر مما هي مبنية على الإنجازات المهنية. أدى هذا إلى زيادة كبيرة في عدد الأساتذة الجامعيين ويظهر فقدانهم السريع لمركزهم. أدت العمليات المشوبة في المؤسسات الأكاديمية إلى إنتاج خريجين غير مؤهلين لسوق العمل. يعيق الفساد المعايير الدولية لنظام التعليم. وتعد السرقة الأدبية أحد أشكال الفساد في البحث الأكاديمي، فهي تؤثر على الأصالة وتعطل التعلم. ترتبط الانتهاكات الفردية بشكل وثيق مع طرق عمل النظام. علاوة على ذلك، قد تكون الجامعات في علاقات وتعاملات مع رجال أعمال وأشخاص في الحكومة والذين يلتحق غالبيتهم بدراسات الدكتوراه دون البرنامج الجامعي. بالتالي، فإن المال والسلطة والنفوذ المرتبط بهما يعرّض معايير التعليم للخطر لأنها عوامل تأجيج. يجوز للطالب أن ينهي تقرير الأطروحة في غضون فترة زمنية أقصر الأمر الذي يعرّض جودة العمل المقدم للخطر ويشكك بعتبة التعليم العالي.

### المجالات الأخرى: السلامة العامة والنقابات العمالية وفساد الشرطة وغيرها
لا يقتصر الفساد على الدول الفقيرة أو النامية أو الانتقالية. في الدول الغربية، توجد حالات رشوة وأشكال أخرى من الفساد في كل المجالات الممكنة: دفعات من تحت الطاولة لجراحين مشهورين من قبل مرضى يحاولون أن يكونوا على رأس قائمة العمليات الجراحية القادمة، رشاوي دفعها موردون لصناعة السيارات من أجل بيع موصلات منخفضة الجودة تُستخدم على سبيل المثال في معدات السلامة مثل الوسائد الهوائية، رشاوي دفعها موردون لمصنعي أجهزة مزيل الرجفان (لبيع مكثفات منخفضة الجودة)، مساهمات دفعها آباء أثرياء إلى «الصندوق الاجتماعي والثقافي» لجامعة مرموقة مقابل قبول أبنائهم فيها، رشاوي دُفعت للحصول على شهادات، مزايا مالية وغيرها من المزايا الممنوحة للنقابيين من قبل أعضاء المجلس التنفيذي لشركة تصنيع سيارات مقابل المناصب والأصوات الودودة لرب العمل، وغيرها. الأمثلة لا حصر لها.

## أنواع الفساد

### الرشوة
لحدوث الرشوة يحتاج الأمر ثلاثة اطراف: الذي يعطي الرشوة والذي يأخذها والذي يوصلها (الوسيط). وقد تمتد ثقافة الفساد في بعض البلدان لتشمل كل نواحي الحياة، ما يجعل من الصعب الحفاظ على أي تجارة من دون اللجوء إلى الرشى.

### الابتزاز
الابتزاز هو قيام المسؤول السياسي شخصياً بالاستفادة من الأموال العامة بطرق غير قانونية. ويمكن مقارنة الابتزاز بالإتجار بالمنصب. لقد إدعى جورج واشنطن بلنكيت ممثل نيويورك في مجلس الشيوخ إدعاءه الشهير بأن هناك اختلافاً بين الابتزاز «الشريف» والابتزاز «غير الشريف». فالمثال التقليدي للابتزاز يتمثل في استغلال امسؤول لمعرفتة بالقرارات المتعلقة بمسح الأراضي في شراء الأراضي التي يعرف بان منظمته السياسية مهتمة باستغلالها ومن ثم بيعها وتحقيق أرباح كبيرة لتلك المنظمة. أما الهدايا الكبيرة المقدمة من أحد الأحزاب المشتركة في الحكومة فتصنف هي الأخرى على أنها ابتزاز ومعظم الدول لها قوانين تحظر هذا العمل. (ففي الولايات المتحدة على سبيل المثال كل هدية تتعدى قيمتها 200 دولار نقدم إلى رئيس البلاد تعتبر هدية مقدمة إلى مكتب الرئاسة وليس إلى شخص الرئيس. ويمكن للرئيس المنتهية ولايتة أن يشتريها إذا ما أراد الاحتفاظ بها).

### المساهمات في الحملات الانتخابية والأموال المشبوهة
قد يصعب إثبات الفساد في الميدان السياسي ولكن يستحيل كذلك نفي وجوده. ولهذا نشهد في كثير من الأحيان بعض السياسيين من الذين تدور حول شائعات الفساد. من الواضح بأن الساسة وبسبب من حاجتهم إلى حشد الدعم المالي لحملاتهم الانتخابية في يكونون في موقف معرض للخطر. وهم كما يتضح يظهرون بعد حصولهم على الدعم من طرف ما وكأنهم يعملون لصالح الطرف الذي قام بتمويل حملاتهم، وهو ما يفتح المجال للحديث عن فسادهم السياسي. مؤيدو الساسة فيؤكدون بان ذلك التشابه في توجهاتهم مع الساسة لا يعدو كونه من نتاج الصدفة.أما المتهكمون فيتساءلون عما يدفع هذه الأطراف أصلاً لأن تمول السياسيين إذا لم تحصل على شيء مقابل ما تنفقه عليهم من أموال. العديد من الشركات في الولايات المتحدة وخاصة الكبرى منها تمول كلا الحزبين الديمقراطي والجمهوري.
وبسبب من تبعات تمويل الشركات للسياسيين من قبيل مفهوم الخطر الكامن في أن تلك الشركات إنما تشتري باموالها أصوات المسؤولين المنتخبين، فقد لجأت بعض البلدان كفرنسا مثلاً إلى حظر قيام الشركات بتمويل الأحزاب السياسية جملة وتفصيلاً. وكذلك بسب الالتفاف المحتمل على هذا الحظر القانوني على تمويل الحملات السياسية، تفرض فرنسا سقفاً محدداً كحد أقصى للانفاق على الحملات الانتخابية، لذا فإن المرشحين الذين يتجاوزون سقف الانفاق هذا سيخاطرون باعتبار حملتهم غير قانونية أو بالتعرض للمنع من الاشتراك في الانتخابات المستقبلية. وعلاوة على ذلك تقوم الحكومة بتمويل الأحزاب السياسية تبعاً لنجاحات تلك الأحزاب في الانتخابات. وفي بعض البلدان تدار الأحزاب السياسية بالاعتماد على اشتراكات الأعضاء فقط (رسوم العضوية في الحزب).
ينتقد البعض حتى هذه الإجراءات القانونية ويقولون بأنها تقنن الفساد لكونها تفضل الإبقاء على الوضع السياسي الراهن. فالأحزاب الصغيرة والمستقلون غالباً ما يقولون بأن الجهود المبذولة لتحجيم نفوذ المساهمين بالأموال لا تفيد سوى في حماية الأحزاب الكبيرة عن طريق ضمان تمويل حملاتها من الأموال العامة، في الوقت الذي تحد فيه من احتمالات التمويل الخاص من أطراف خارج الحزب للأحزاب الصغيرة. وفي تلك الحالات ياخذ المسؤولون الأموال من الخزينة العامة لانفاقها على حملاتهم الانتخابية ليضمنوا لانفسهم استمرار الاحتفاظ بمناصبهم ونفوذهم ورواتبهم المجزية.

## الظروف الملائمة للفساد
- البنى الحكومية المتناحرة
- تركيز السلطة بيد صناع القرار وهم عملياً غير مسؤولين من الشعب
- غياب الديمقراطية أو عجزها

### العجز المعلوماتي: ويشمل
- انعدام الشفافية في الحكومة (حرية المعلومات) في صنع القرار
- احتقار أو إهمال ممارسات حرية الكلام أو الصحافة
- ضعف المساءلة وانعدام الإدارة المالية الملائمة

### الفرص والمحفزات وتشمل
- عمليات استثمار كبيرة للأموال العامة
- انخفاض رواتب الموظفين الحكوميين

### الظروف الاجتماعية وتشمل
- النخب الأنانية المنغلقة وشبكات المعارف.
- كون السكان أميين أو غير مهتمين وعدم قابلية الرأي العام على انتقاء الخيارات السياسية.

### العجز القانوني ويشمل
- ضعف سلطة القانون
- ضعف المهن القانونية
- عدم كمال العملية الانتخابية
- حملات انتخابية مكلفة يتجاوز الإنفاق فيها المصادر الاعتيادية للتمويل السياسي.
- غياب الرقابة الكافية للحد من الرشى أو التبرع للحملات الانتخابية.

## معايير قياس الفساد
إن قياس الفساد بلغة الإحصاءات ليس أمراً سهلاً طالما أن المشتركين فيه ليسوا متعاونين في هذا الصدد. وتقدم المنظمة العالمية للشفافية وهي منظمة رائدة في مجال محاربة الفساد ثلاثة معايير تقوم بتحديثها سنوياً لقياس الفساد وهي: مؤشر إدراك الفساد (القائم على آراء الخبراء حول أحوال البلدان الفاسدة)، والبارومتر العالمي للفساد (القائم على استطلاعات مواقف الرأي العام وخبرتهم مع الفساد، واستطلاع دافعي الرشى الذي يبحث في استعداد الشركات الأجنبية لدفع الرشى. كما تقوم المنظمة العالمية للشفافية بنشر تقرير دولي حول الفساد على موقعها (www.globalcorruptionreport.org/).
كما يقوم البنك الدولي كذلك بجمع معلومات مختلفة حول الفساد وينشره على موقعه (www.worldbank.org/publicsector/anticorrupt/datatools.htm) والذي يشتمل على مجموعة من المؤشرات الحكومية على الموقع (www.worldbank.org/wbi/governance/data.html).
تقوم المنظمة العالمية لمراقبة الفساد بإجراء استطلاعات لإدراك وجود الفساد بين أونة وأخرى. وبحسب آخر استطلاع للمنظمة أجرتة في عام 2005 فإن أقل 10 دول فساداً في العالم هي (حسب الترتيب الأبجدي باللغة الإنجليزية):أستراليا، النمسا، الدنمارك، فنلندا، آيسلندا، نيوزلندا، النرويج، سنغافورة، السويد وسويسرا. وبحسب الاستطلاع المذكور فإن أكثر 9 دول فساداً (حسب حالات النهب للثروة من قبل السلطة الحاكمة) هي: بنغلاديش، تركمانستان، تشاد، ساحل العاج، غينيا الاستوائية، نيجيريا، هايتي.
ولكن نتائج ذلك الاستطلاع قد تكون موضع جدل لأنها تقوم على الإدراك الموضوعي. فتوفر التكنولوجيا المتطورة في الدول التي يعدها جمهور الرأي العام «الأقل فساداً» قد يساعدها على إخفاء الفساد عن أعين شعبها أو على جعل ممارسات الفساد تبدو شرعية.
وبحسب استطلاع الإدراك تعد ولايات مسيسيبي وداكوتا الشمالية ولويزيانا من أكثر الولايات المتحدة فساداً. بينما تعتبر ولايات هامبشاير وأوريغون ونبراسكا أقلها فساداً. وتأتي أكبر ولايتين وهما كاليفورنيا وتكساس في الوسط، إذ تأتي كاليفورنيا بالمرتبة 25 وتكساس بالمرتبة 29 في القائمة التي تصنف الولايات أكثر الولايات فساداً.